# フォルクスワーゲン・フィデオン
フィデオン(PHIDEON 、中国語: 輝昂)は、フォルクスワーゲンが製造・販売している中国市場専用の自動車である。 
フォルクスワーゲンの中国市場におけるフラッグシップモデルである。

## 概要
フォルクスワーゲンによって「プレミアムクラス」車両と呼ばれている。 2016ジュネーブモーターショーで発表され、中国市場を対象としている。。 
先代のフェートンは発売当初に年2万台の販売を計画していたが、結果として生産終了までの約14年間で年2万台を達成する事が出来なかった。しかし中国市場では好感を持たれ、かつパサートの上級モデルを欲していた中国人購買層の意見があり、フェートンの販売終了後に後継モデルの必要性を感じたフォルクスワーゲンは上海汽車(SAIC)と共同でアウディ・A6Lをベースに後継モデルの開発を決定した。
『フィデオン』と名付けられたモデルは2016年3月にジュネーブ・モーターショーで初公開され、同年7月に中国で販売が開始、2017年からPHEVも発売された。
フィデオンは、従来のインストルメントクラスターに代わる新しいアクティブインフォディスプレイと、乗客がコンテンツをインフォテインメントシステムに送信できる運転手モードを備えている。 中国での販売は、2016年7月に正式に開始された。 
プラグインハイブリッドバージョンは2017年に発売。  

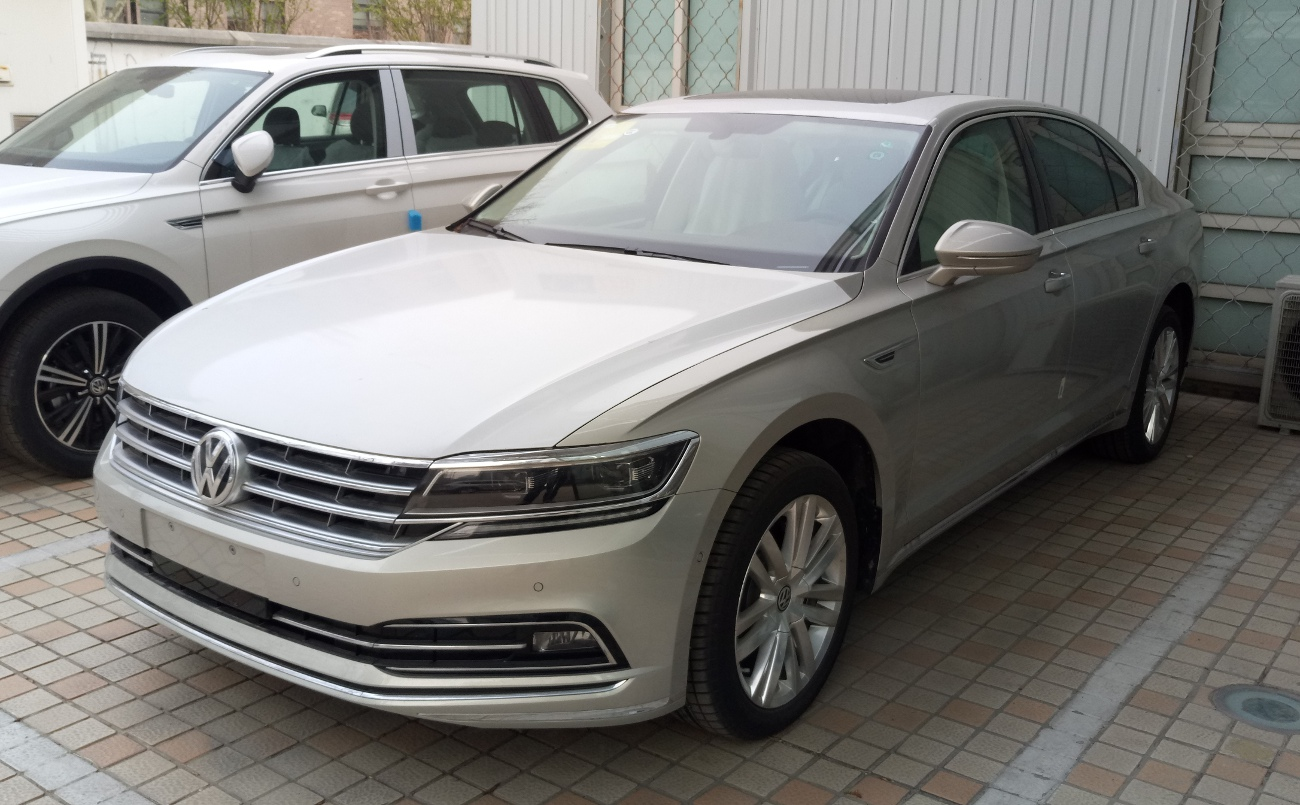
ディーラーでのフォルクスワーゲンフィデオンの正面図。
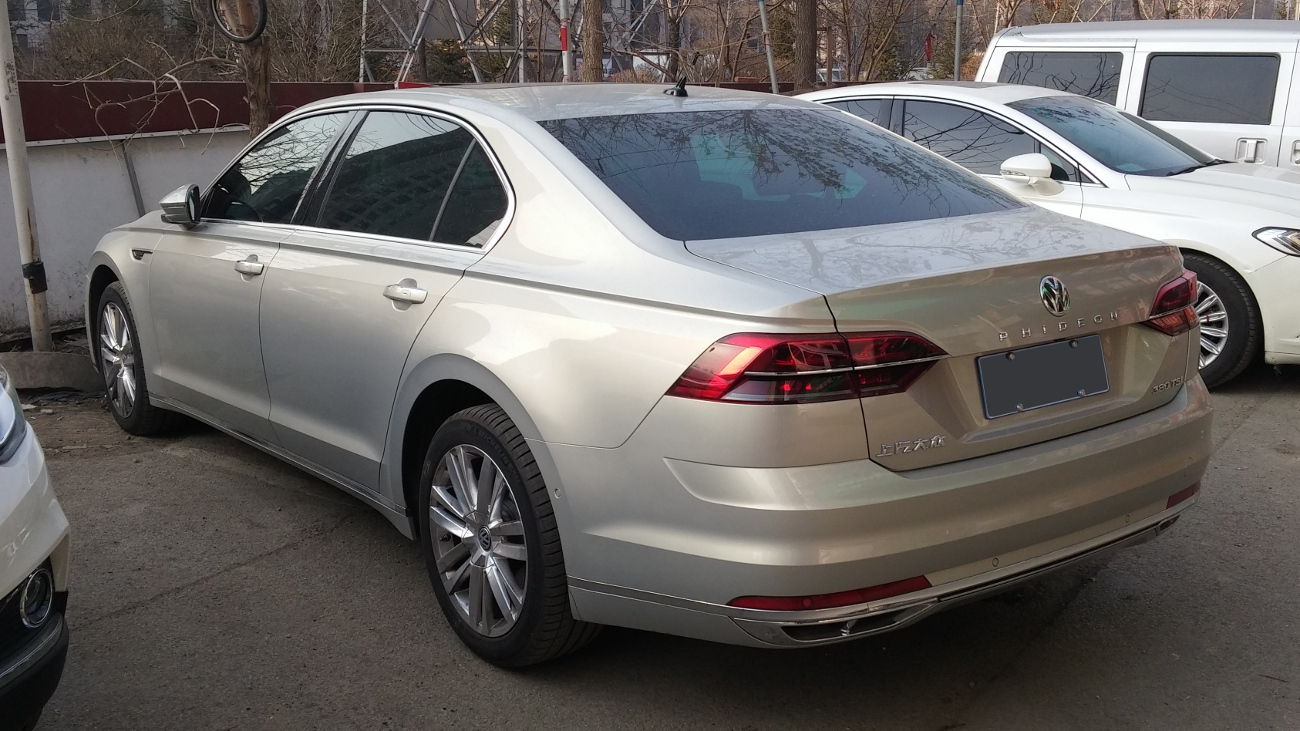
ディーラーでのフォルクスワーゲンフィデオンの背面図。
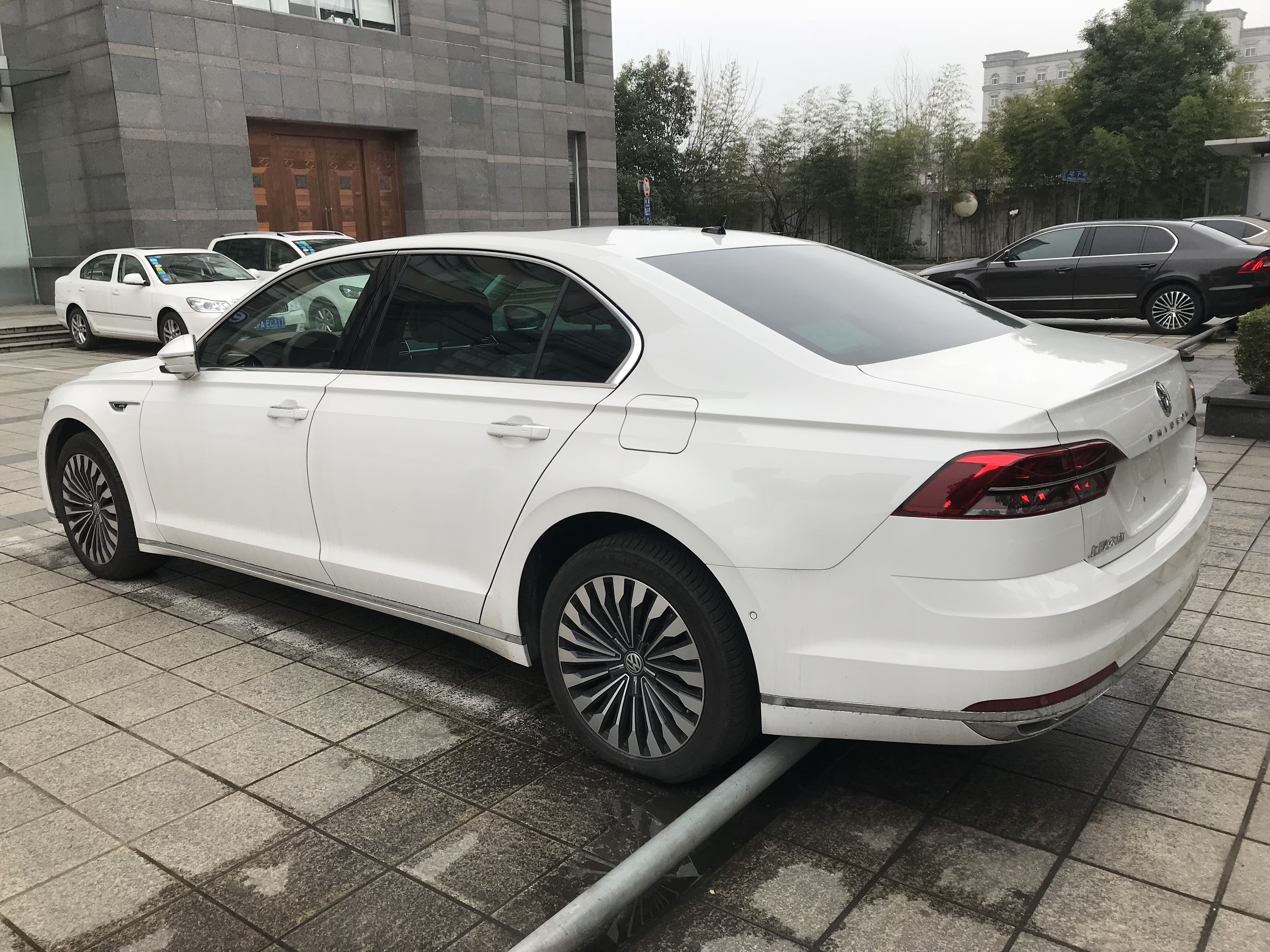
フォルクスワーゲンフィデオンの背面図。